# 圓吻獅子魚
圓吻獅子魚，為輻鰭魚綱鮋形目杜父魚亞目獅子魚科的其中一種，分布於西北太平洋的庫頁島東南部海域，棲息深度34-80公尺，為底棲性魚類，體長可達14.8公分，屬肉食性，生活習性不明。

## 擴展閱讀
維基物種上的相關：圓吻獅子魚